# Kótikovo (poble)
|  | Per a altres significats, vegeu «Kótikovo». |

Kótikovo (en rus: Котиково) és un poble del krai de Khabàrovsk, a Rússia, que el 2012 tenia 575 habitants. Pertany al districte rural de Viàzemski.